# 4565 Гроссман
4565 Гроссман (4565 Grossman) — астероїд головного поясу, відкритий 2 березня 1981 року.
Тіссеранів параметр щодо Юпітера — 3,374.